# Prionopelta descarpentriesi
Prionopelta descarpentriesi é uma espécie de formiga do gênero Prionopelta.